# Мајлан (Индијана)
Мајлан (енгл. Milan) град је у америчкој савезној држави Индијана.

## Демографија
По попису из 2010. године број становника је 1.899, што је 83 (4,6%) становника више него 2000. године.
| Група             | 2000.         | 2010.         |
| Белци             | 1.780 (98,0%) | 1.850 (97,4%) |
| Афроамериканци    | 4 (0,2%)      | 5 (0,3%)      |
| Азијати           | 6 (0,3%)      | 2 (0,1%)      |
| Хиспаноамериканци | 9 (0,5%)      | 15 (0,8%)     |
| Укупно            | 1.816         | 1.899         |